# Don Black

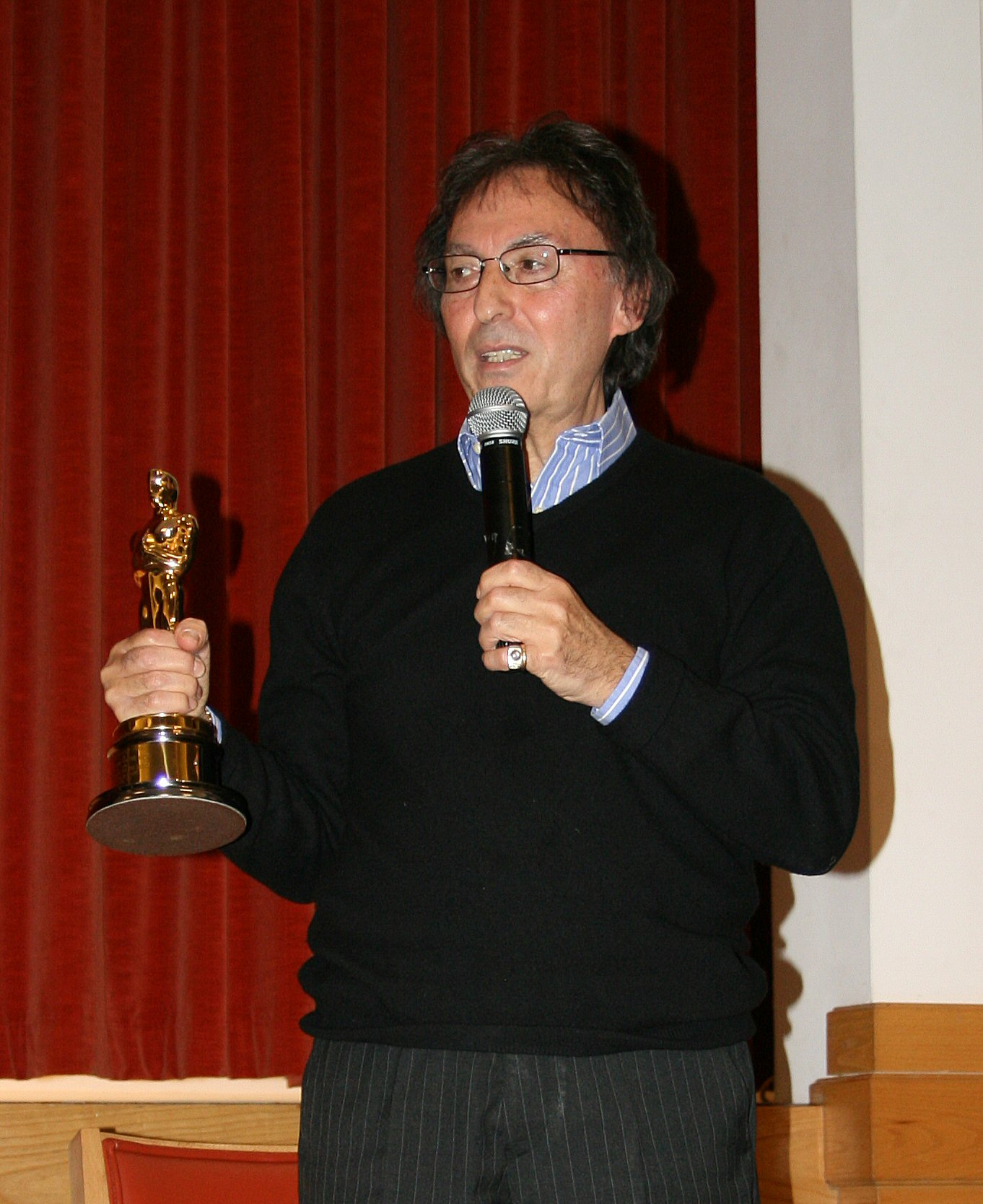
Don Black mit seinem Oscar für Born Free (1966)

Don Black, CBE, eigentlich Donald Blackstone, (* 21. Juni 1938 in London) ist ein britischer Liedtexter zahlreicher Musicals, Filme und anderer Lieder. Er ist auch Schriftsteller, Manager und Komponist.

## Leben
Don Black ist Jude, seine Mutter hieß Betsy (geborene Kersh), sein Vater Morris Blackstone. Black hat vier Geschwister. Er begann seine Karriere als Komiker und Manager von Sänger Matt Monro. Er wohnt in London. Seine Frau Shirley starb im März 2018 nach fast 60 Jahren Ehe.

## Werk
Black schrieb die Liedtexte zu mehreren James-Bond-Filmen (Feuerball, Diamantenfieber, Der Mann mit dem goldenen Colt, Der Morgen stirbt nie und Die Welt ist nicht genug). Er schuf in Zusammenarbeit mit dem Komponisten John Barry das Titellied für den Film Frei geboren – Königin der Wildnis (1965) und gewann dafür den Oscar für den besten Song. Mit Barry schrieb er die Musicals Billy (1974) und Brighton Rock (2004). 2006 veröffentlichten die beiden das Album Here’s to the Heroes von den 10 Tenören.
Für den britisch-belgischen Film Gullivers Reisen von Peter Hunt schrieb er das Drehbuch. Black arbeitete auch mit Jule Styne, Henry Mancini, Quincy Jones, Elmer Bernstein, Michel Legrand, Marvin Hamlisch, Charles Aznavour und Matt Monro zusammen. Für Michael Jackson textete er den Hit Ben, für Lulu To Sir, with Love.
Er war beteiligt an einigen Musicals von Andrew Lloyd Webber, wie Tell Me on a Sunday (Liederzyklus, 1979), Aspects of Love (1989) sowie Sunset Boulevard (1993). Mit dem indischen Komponisten A. R. Rahman schrieb er 2002 Bombay Dreams.
1986 plante der Keyboarder Geoffrey Downes (ehemals bei den Buggles, bei Yes und Asia), aus dem Thema seines Buggles-Hits Video Killed the Radio Star ein Musical zu machen, und engagierte als Texter Don Black. Trotz der Zusammenarbeit mit dem Andrew-Lloyd-Webber-Texter wurde jedoch nichts aus dem gemeinsamen Projekt. Es existieren allerdings Demos, die teilweise vom damaligen GTR-Sänger Robert Berry eingesungen wurden.